# 9,10-二溴蒽
9,10-二溴蒽是一种有机化合物，化学式为C14H8Br2，它是二溴蒽的同分异构体之一。它于1923年首次被合成，也是第一个通过原子力显微镜和扫描隧道显微镜观测到化学反应的单分子。

## 合成及性质
9,10-二溴蒽可由蒽和溴在三氯甲烷中反应得到，反应结束后蒸去溶剂，在二氯甲烷中重结晶，可以得到黄色针状晶体。
它在电激发下发出蓝光。

## 反应
9,10-二溴蒽的C–Br键在扫描隧道显微镜尖端的电压脉冲中断裂，在该条件下，它先后生成单、双自由基，并通过伯格曼环化反应生成二炔。
9,10-二溴蒽在乙醚中和正丁基锂反应，生成9-锂-10-溴蒽（乙醚合物二聚体）。它可以被金属铟在1-丁基-3-甲基咪唑鎓溴化物脱溴，得到9-溴蒽。在碱存在及镍或钯催化剂催化下，它可以和苯硼酸发生铃木-宫浦偶联反应，生成9,10-二苯蒽。
它和红磷在KOH·0.5H2O/DMSO超碱体系中加热反应，可以得到9,10-二氢蒽。